# Missões diplomáticas da Síria
Essa é a lista da missões diplomáticas da Síria, incluindo os consulados honorários:

## Europa

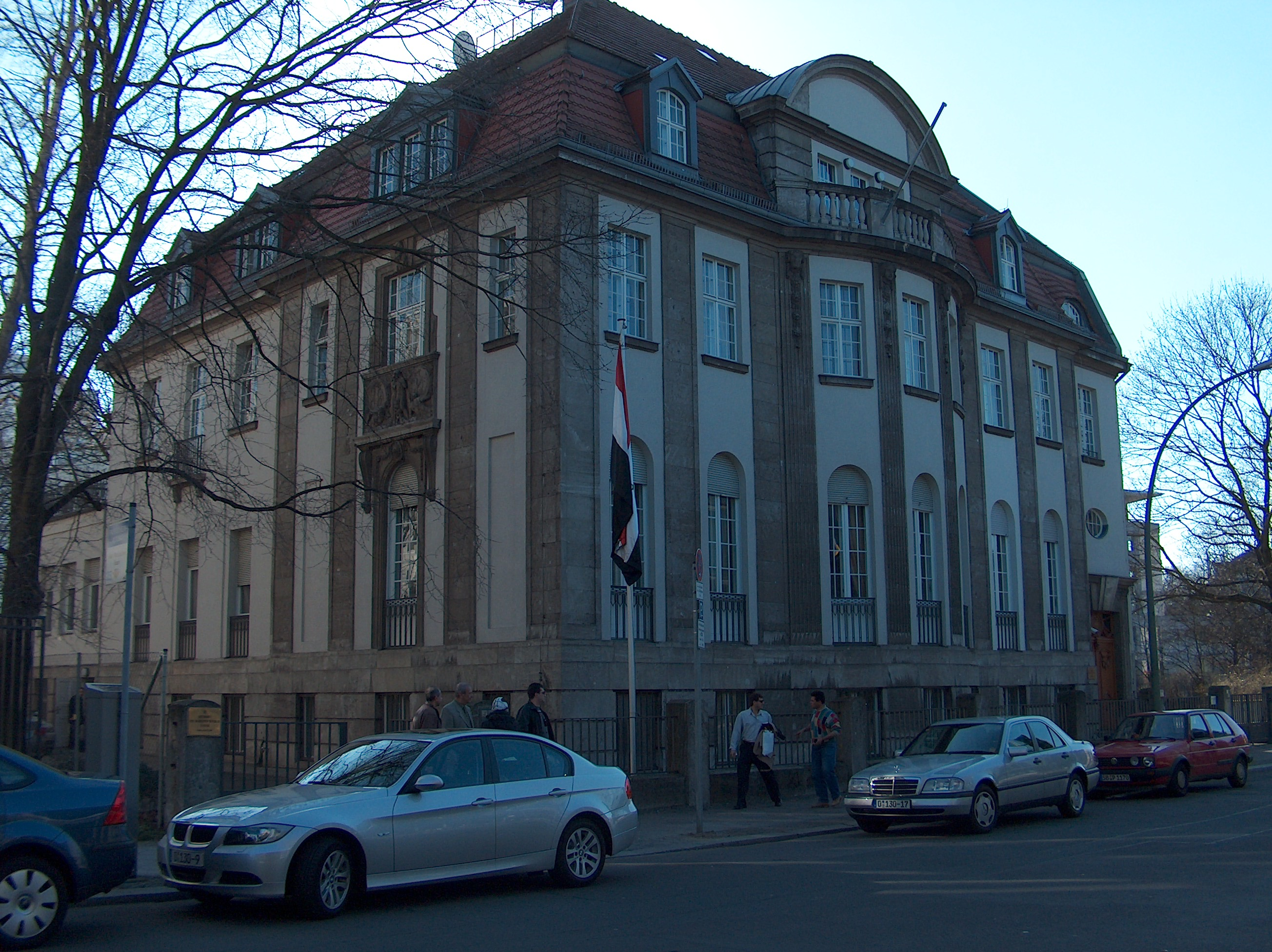
Embaixada da Síria em Berlim.

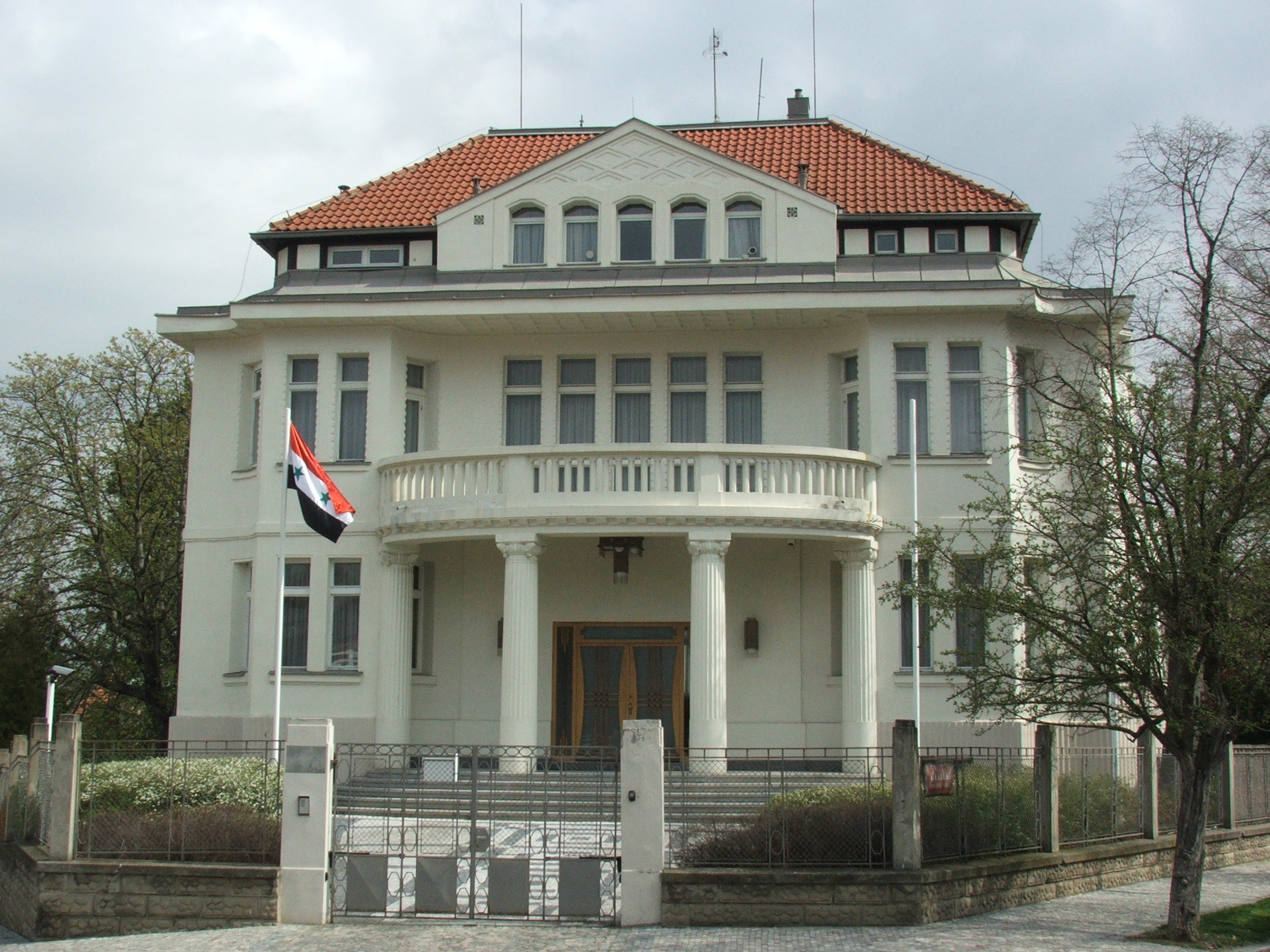
Embaixada da Síria em Praga.

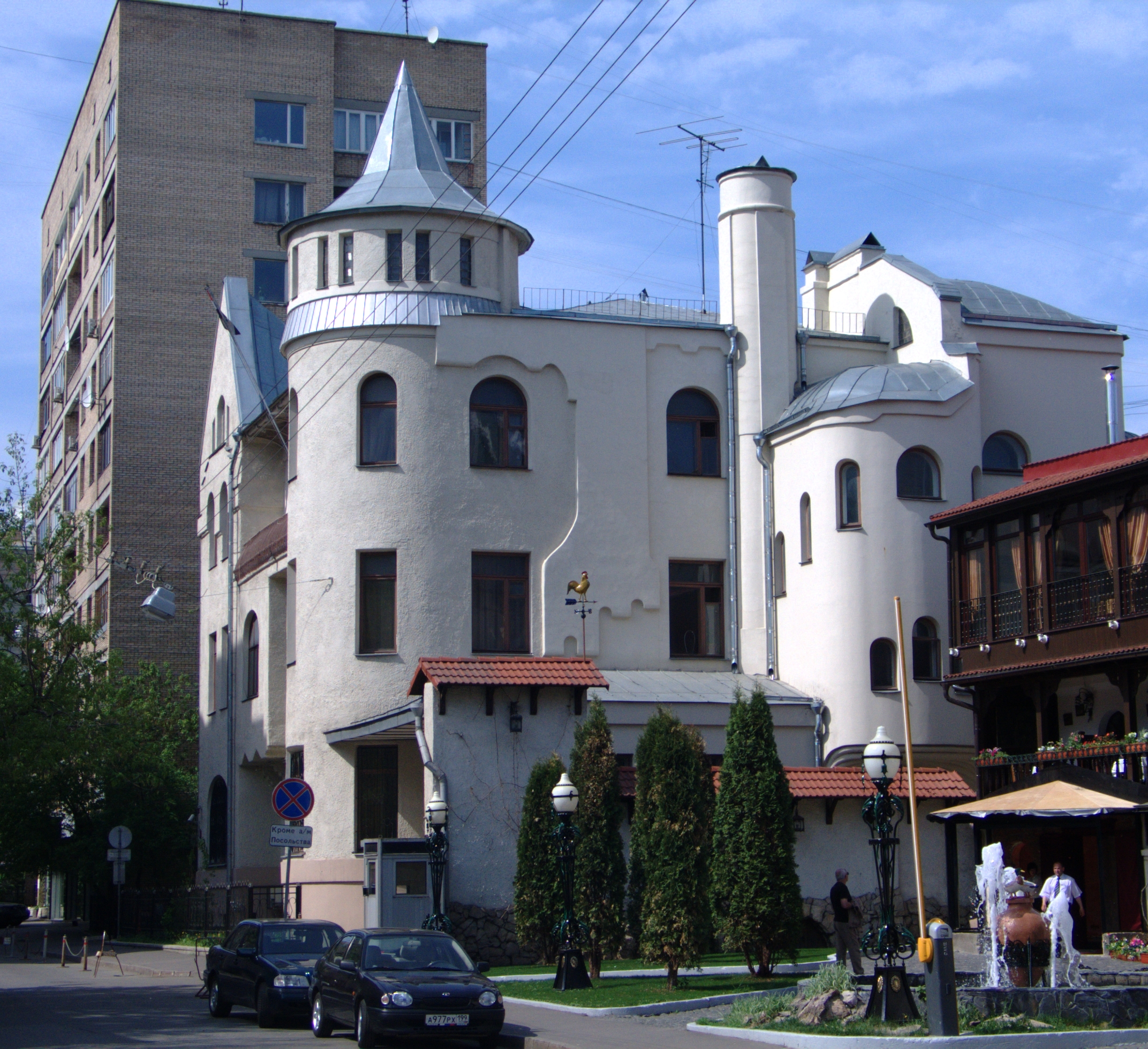
Embaixada da Síria em Moscou.

- Alemanha
  - Berlim (Embaixada)
- Áustria
  - Viena (Embaixada)
- Bélgica
  - Bruxelas (Embaixada)
- Bulgária
  - Sófia (Embaixada)
- Chipre
  - Nicósia (Embaixada)
- Espanha
  - Madri (Embaixada)
- França
  - Paris (Embaixada)
- Grécia
  - Atenas (Embaixada)
- Hungria
  - Budapeste (Embaixada)
- Itália
  - Roma (Embaixada)
- Polónia
  - Varsóvia (Embaixada)
- Portugal
  - Lisboa (Embaixada)
- Reino Unido
  - Londres (Embaixada)
- Chéquia
  - Praga (Embaixada)
- Roménia
  - Bucareste (Embaixada)
- Rússia
  - Moscou (Embaixada)
- Sérvia
  - Belgrado (Embaixada)
- Suécia
  - Estocolmo (Embaixada)
- Ucrânia
  - Quieve (Embaixada)

## América

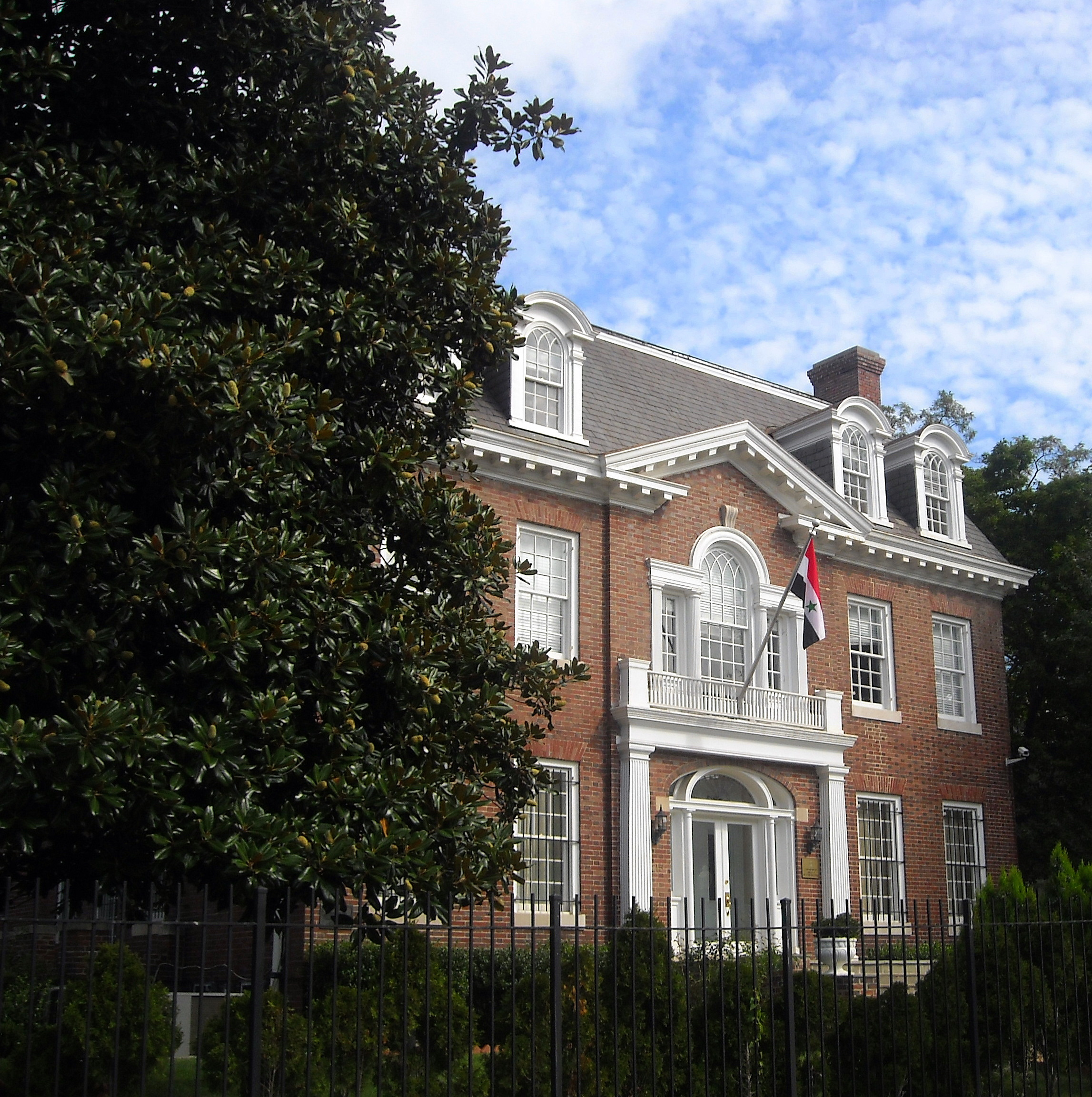
Embaixada da Síria em Washington, D.C.

- Argentina
  - Buenos Aires (Embaixada)
- Brasil
  - Brasília (Embaixada)
  - São Paulo (Consulado-Geral)
- Canadá
  - Otava (Embaixada)
- Chile
  - Santiago (Embaixada)
- Cuba
  - Havana (Embaixada)
- Estados Unidos
  - Washington, D.C. (Embaixada)
- Venezuela
  - Caracas (Embaixada)

## Oriente Médio
- Arábia Saudita
  - Riade (Embaixada)
  - Jidá (Consulado-Geral)
- Armênia
  - Erevã (Embaixada)
- Azerbaijão
  - Bacu (Embaixada)
- Bahrein
  - Manama (Embaixada)
- Catar
  - Doa (Embaixada)
- Emirados Árabes Unidos
  - Abu Dabi (Embaixada)
  - Dubai (Consulado-Geral)
- Irão
  - Teerã (Embaixada)
- Iraque
  - Bagdá (Embaixada)
- Jordânia
  - Amã (Embaixada)
- Kuwait
  - Cuaite (Embaixada)
- Omã
  - Mascate (Embaixada)
- Turquia
  - Istambul (Consulado-Geral)
- Iêmen
  - Sana (Embaixada)

## África
- Argélia
  - Argel (Embaixada)
- Egito
  - Cairo (Embaixada)
- Líbia
  - Trípoli (Embaixada)
  - Bengasi (Consulado-Geral)
- Marrocos
  - Rabat (Embaixada)
- Mauritânia
  - Nuaquechote (Embaixada)
- Nigéria
  - Lagos (Embaixada)
- Senegal
  - Dacar (Embaixada)
- África do Sul
  - Pretória (Embaixada)
- Sudão
  - Cartum (Embaixada)
- Tanzânia
  - Dar es Salaam (Embaixada)
- Tunísia
  - Tunes (Embaixada)

## Ásia
- China
  - Pequim (Embaixada)
- Coreia do Norte
  - Pionguiangue (Embaixada)
- Índia
  - Nova Déli (Embaixada)
- Indonésia
  - Jacarta (Embaixada)
- Japão
  - Tóquio (Embaixada)
- Malásia
  - Kuala Lumpur (Embaixada)
- Paquistão
  - Islamabade (Embaixada)

## Oceania
- Austrália
  - Camberra (Embaixada)

## Organizações Multilaterais
- Bruxelas (Missão Permanente da Síria ante a União Europeia)
- Cairo (Missão Permanente da Síria ante a Liga Árabe)
- Genebra (Missão Permanente da Síria ante as Nações Unidas e outras organizações internacionais)
- Nova Iorque (Missão Permanente da Síria ante as Nações Unidas)
- Paris (Missão Permanente da Síria ante a Unesco)
- Roma (Missão Permanente da Síria ante a Organização das Nações Unidas para Agricultura e Alimentação)
- Viena (Missão Permanente da Síria ante as Nações Unidas)